# Единственная (фильм, 2002)
«Единственная» (хинди हम तुम्हारे हैं सनम, Hum Tumhare Hain Sanam; дословно: «Я принадлежу тебе, любовь моя») — мелодрама, снятая в Болливуде и вышедшая в прокат в Индии в 2002 году. Фильм занял четвёртое место в списке хитов года.

## Сюжет
Молодой бизнесмен Гопал с детства влюблён в свою подругу Радху и мечтает жениться на ней. Наконец, его мечта сбывается, и Радха переезжает в его дом вместе со своим младшим братом Прашантом. Кроме Прашанта у Радхи есть близкий друг Сурадж, которого она тоже считает своим братом и которого приютили в детстве её родители. Сирота Сурадж с детства восхищал всех своим пением и теперь стал известным певцом. У него очень близкая духовная связь с Радхой, которую он считает своим лучшим другом. С детства они привыкли доверять друг другу все тайны и до сих пор часто перезваниваются, чтобы обсудить свои дела. Попав в дом мужа, Радха продолжает заботиться о своих близких, что вызывает недовольство Гопала. Ему кажется, что его жена находит время для всех, кроме него. Постепенно Гопал начинает сомневаться в верности Радхи и считает красивого и популярного Сураджа своим соперником. Кроме того, он подозревает Прашанта в домогательствах к своей сестре Ните и выгоняет его из дома. А когда его ревность достигает критической точки, дом приходится покинуть и Радхе. Через некоторое время она получает документы о расторжении брака. Сурадж пытается спасти их семью и обещает прекратить общение с Радхой. Но его невесте Суман удаётся убедить Гопала, что между его женой и её женихом только дружеские отношения, и что он может доверять Радхе, так же как она доверяет Сураджу. Гопал отправляется к жене, чтобы вернуть её домой, и в последний момент спасает её от самоубийства.

## В ролях
| Актёр          | Роль       |
| -------------- | ---------- |
| Шахрух Хан     | Гопал      |
| Мадхури Дикшит | Радха      |
| Салман Хан     | Сурадж     |
| Атул Агнихотри | Прашант    |
| Айшвария Рай   | Суман      |
| Аруна Ирани    | Лакшми     |
| Алок Натх      | Дев Нараян |

## Саундтрек
| №   | Название                       | Музыка           | Исполнители                   | Длительность |
| --- | ------------------------------ | ---------------- | ----------------------------- | ------------ |
| 1.  | «Aa Gaya Aa Gaya»              | Надим-Шраван     | Удит Нараян                   | 6:59         |
| 2.  | «Dil Tod Aaya»                 | Саджид-Ваджид    | Винод Ратход                  | 5:12         |
| 3.  | «Gale Mein Laal Taai»          | Баппи Лахири     | Кумар Сану, Бела Сулакхе      | 6:00         |
| 4.  | «Hum Tumhare Hain Sanam (Sad)» | Никхил-Винай     | Сону Нигам                    | 2:22         |
| 5.  | «Hum Tumhare Hain Sanam»       | Никхил-Винай     | Анурадха Паудвал, Удит Нараян | 5:58         |
| 6.  | «Khoye Khoye Din Hain»         | Дабу Малик       | Анурадха Паудвал, Сону Нигам  | 4:59         |
| 7.  | «Na Na Nana»                   | Дабу Малик       | Сону Нигам                    | 5:18         |
| 8.  | «Sab Kuchh Bhula Diya»         | Бали Брахмабхатт | Сону Нигам                    | 7:56         |
| 9.  | «Sab Kuchh Bhula Diya»         | Бали Брахмабхатт | Сапна Авастхи, Сону Нигам     | 7:55         |
| 10. | «Taaron Ka Chamakta»           | Надим-Шраван     | Бали Брахмабхатт, Удит Нараян | 6:29         |